# Malaia
Malaia es una comuna ubicada en el distrito Vâlcea, Rumania.

## Superficie
Posee una superficie de 393,2 kilómetros cuadrados.

## Demografía
Hasta 2021 la población era de 1639 habitantes, con una densidad de población de 4,168 habitantes por kilómetro cuadrado.